# Мексико (град)
Мексико (шп. México) или  Сијудад Мексико (шп. Ciudad de México), главни је и највећи град Мексика, а уједно је и истоимени Федерални дистрикт. Мексико је политички, привредни, транспортни и културни центар мексичке државе. У њему се налазе бројни универзитети, високе школе, позоришта, музеји и споменици културе. Историјски центар града и баште на води у четврти Сочимилко су од 1987. године на Унесковој листи светске културне баштине.
Према процени из 2015. у граду је живело 8.918.653 становника, а у ширем градском подручју, „Зони долине Мексика“ (Zona Metropolitana del Valle de México) живи 20,4 милиона људи. По овоме је Мексико један од највећих градова на свету. Подручје ове метрополе се сматра најбрже растућим на земљи. Тако снажан раст узрокује с једне стране велико досељавање у Мексико, а с друге висока стопа природног прираста становништва. Ту је политичко, економско и културно средиште као и најважнији саобраћајни чвор земље с бројним универзитетима, високим школама, позориштима, музејима и грађевинским споменицима.

## Име града
Свој главни град Мексиканци најчешће називају México или El D.F. (El De Effe). Кад се каже Мексико, уобичајено је да се то односи на град, кад се пише Mexico D.F. - Distrito Federal реч је о федералном дистрикту Федералне државе Мексико. Пуно ређе, и готово искључиво у службеним документима или приликама се спомиње La Ciudad de México. Земља, односно држава Мексико је добила име по главном граду, али је њени становници ретко називају México, углавном кажу La República или једноставно La Patria (Домовина). У свету се често (погрешно) користи енглески назив Mexico City.

## Географија
Савезни округ Мексика (Distrito Federal), који обухвата градско подручје, има површину од 1485 km². На северу, истоку и западу се простире мексичка савезна Држава Мексико, док је на југу држава Морелос.
Мексико се налази на југу долине дуге 60 и широке 100 km, која се налази на средњој надморској висини од 2.308 m. Ова долина је окружена вулканима Попокатепетл и Ицаксиватл, као и планинама Сијера Невада. Услед оваквог положаја, Мексико је често покривен смогом.
Подручје метрополе "Зона Метрополитана де ла Циудад де Меxицо", у коју поред главног спадају још и 34 друга града из околине, има површину од 4.986 km².
Ово подручје које подсећа на чинију је већ је вековима средиште државе, давно пре него што је могло бити и речи о мексичкој нацији. Долина је некада била испуњена низом језера али су их Шпанци углавном исушили. Хтели су да смање опасност од поплава након летних киша, и да повећају површину за насељавање. Међутим, терен је у граду још увек мекан па град Мексико тоне.
| Геофизичке мапе Федералног дистрикта |             |                    |
|                                      |             |                    |
| Топографија                          | Хидрологија | Климатски трендови |

### Геологија
Град Мексико се налази на подручју угроженом потресима. Потреси мањег и средњег интензитета су редовни. 19. септембра 1985. је потрес снаге 8,1 по Рихтеру са епицентром у федералној држави Мичоакан удаљеној око 350 km однео, по званичним подацима, 9.500 људских живота, а 30.000 људи је остало без крова над главом. Према подацима спасилачких екипа број мртвих је био до 45.000 људи. Укупно је оштећено 2.800 зграда, од тога их се 880 срушило. Велики број жртава је био последица неквалитетне градње зграда, а мекана подлога града је још допринијела појачању ефекта потреса.

### Подела града
Град Мексико је подељен на 16 градских општина:
- Алваро Обрегон
- Аскапозалко
- Бенито Хуарез
- Венустијано Каранза
- Густаво А. Мадеро
- Истакалко
- Истапалапа
- Кваутемок
- Којоакан
- Куахималпа де Морелос
- Ла Магдалена Контрерас
- Мигел Идалго
- Милпа Алта
- Сочимилко
- Тлавак
- Тлалпан

### Клима
Захваљујући свом доста високом положају град се налази у подручју умерене климе. Око поднева је јако вруће само лети, у раздобљу између априла и јуна. Од новембра до маја је сушно, а од јуна до септембра кишно раздобље кад киша пљушти углавном кратко и снажно.
Просечна годишња температура износи 16,5 °C, а просечна количина падавина је 894 милиметара. Најтоплији месец је мај с просеком од 18,6 °C, а најхладнији децембар и јануар са 13,8 °C. Највећа количина кише падне у августу, и то око 194 mm, а најмање у децембру, само 10 mm.
| Клима Мексика (Такубаја) (1981–2000)                                                                                               | Клима Мексика (Такубаја) (1981–2000) | Клима Мексика (Такубаја) (1981–2000) | Клима Мексика (Такубаја) (1981–2000) | Клима Мексика (Такубаја) (1981–2000) | Клима Мексика (Такубаја) (1981–2000) | Клима Мексика (Такубаја) (1981–2000) | Клима Мексика (Такубаја) (1981–2000) | Клима Мексика (Такубаја) (1981–2000) | Клима Мексика (Такубаја) (1981–2000) | Клима Мексика (Такубаја) (1981–2000) | Клима Мексика (Такубаја) (1981–2000) | Клима Мексика (Такубаја) (1981–2000) | Клима Мексика (Такубаја) (1981–2000) |
| Показатељ \ Месец | .Јан.                                | .Феб.                                | .Мар.                                | .Апр.                                | .Мај.                                | .Јун.                                | .Јул.                                | .Авг.                                | .Сеп.                                | .Окт.                                | .Нов.                                | .Дец.                                | .Год.                                |
| --- | ------------------------------------ | ------------------------------------ | ------------------------------------ | ------------------------------------ | ------------------------------------ | ------------------------------------ | ------------------------------------ | ------------------------------------ | ------------------------------------ | ------------------------------------ | ------------------------------------ | ------------------------------------ | ------------------------------------ |
| Апсолутни максимум, °C (°F) | 28,2 (82,8)                          | 29,3 (84,7)                          | 33,3 (91,9)                          | 33,4 (92,1)                          | 33,9 (93)                            | 33,5 (92,3)                          | 30,0 (86)                            | 28,4 (83,1)                          | 28,5 (83,3)                          | 28,9 (84)                            | 29,3 (84,7)                          | 28,0 (82,4)                          | 33,9 (93)                            |
| Максимум, °C (°F) | 21,7 (71,1)                          | 23,4 (74,1)                          | 25,7 (78,3)                          | 26,8 (80,2)                          | 26,8 (80,2)                          | 25,3 (77,5)                          | 23,8 (74,8)                          | 23,9 (75)                            | 23,3 (73,9)                          | 22,9 (73,2)                          | 22,9 (73,2)                          | 21,9 (71,4)                          | 24,0 (75,2)                          |
| Просек, °C (°F) | 14,6 (58,3)                          | 15,9 (60,6)                          | 18,1 (64,6)                          | 19,6 (67,3)                          | 20,0 (68)                            | 19,4 (66,9)                          | 18,2 (64,8)                          | 18,3 (64,9)                          | 18,0 (64,4)                          | 17,1 (62,8)                          | 16,3 (61,3)                          | 15,0 (59)                            | 17,5 (63,5)                          |
| Минимум, °C (°F) | 7,4 (45,3)                           | 8,5 (47,3)                           | 10,4 (50,7)                          | 12,3 (54,1)                          | 13,2 (55,8)                          | 13,5 (56,3)                          | 12,5 (54,5)                          | 12,7 (54,9)                          | 12,7 (54,9)                          | 11,2 (52,2)                          | 9,7 (49,5)                           | 8,1 (46,6)                           | 11,0 (51,8)                          |
| Апсолутни минимум, °C (°F) | −4,1 (24,6)                          | −4,4 (24,1)                          | −4 (25)                              | −0,6 (30,9)                          | 3,7 (38,7)                           | 4,5 (40,1)                           | 5,3 (41,5)                           | 6 (43)                               | 1,6 (34,9)                           | 0 (32)                               | −3 (27)                              | −3 (27)                              | −4,4 (24,1)                          |
| Количина падавина, mm (in) | 7,6 (0,299)                          | 7,0 (0,276)                          | 8,9 (0,35)                           | 22,5 (0,886)                         | 66,5 (2,618)                         | 140,0 (5,512)                        | 189,5 (7,461)                        | 171,2 (6,74)                         | 139,8 (5,504)                        | 72,4 (2,85)                          | 12,6 (0,496)                         | 8,2 (0,323)                          | 846,1 (33,311)                       |
| Дани са падавинама (≥ 0.1 mm) | 2,2                                  | 2,5                                  | 4,1                                  | 6,8                                  | 12,9                                 | 18,7                                 | 23,2                                 | 20,9                                 | 18,2                                 | 9,6                                  | 3,8                                  | 2,0                                  | 124,8                                |
| Релативна влажност, % | 51                                   | 47                                   | 41                                   | 43                                   | 51                                   | 63                                   | 69                                   | 69                                   | 70                                   | 64                                   | 57                                   | 54                                   | 56                                   |
| Сунчани сати — месечни просек | 240                                  | 234                                  | 268                                  | 232                                  | 225                                  | 183                                  | 176                                  | 176                                  | 157                                  | 194                                  | 232                                  | 236                                  | 2.555                                |
| Извор: Постдипломски колеџ (екстреми 1921–1989) Национални метереолошки сервис (нормале, преципитација и сунчани часови 1981–2000) |                                      |                                      |                                      |                                      |                                      |                                      |                                      |                                      |                                      |                                      |                                      |                                      |                                      |

## Историја

### Раздобље Астека
Према записима Астека (заправо Méxica, изговор Мехика), они су основали град 1325. под именом Теночтитлан кад се група номада са севера населила на острву у језеру Текскоко. Према њиховом предању, од Уицилопочтлија су добили задатак да заснују град тамо где виде орла да седи на кактусу и једе змију. И нашли су га - на острву усред језера. Орао, змија и кактус су централни мотив данашње Мексичке заставе.
Стварна историја насељавања је вероватно била ипак мало другачија. Мала острва на плитком језеру су била на првом месту стратешки добро изабран положај, а језеро их је снабдевало рибама. Како није било довољно земље за обрађивање, градили су сплавове (чији су креатори били суседни Сочимилко индијанци) на којима су донијели земљу и на тако направљеним вештачким острвима узгајали су цвеће и поврће. Острва и обалу повезали су низом насипа који су кориштени за регулисање водостаја језера, тако су су могли у случају потребе, и све поплаве. Осим тога, имали су и мостове које су у случају напада могли подићи па тако спречити непријатеља да дође до њих, али и онемогућити бег.
Град на острвима је ускоро имао више од 13 km². Астеци су проширили своје подручје власти. Они су уз помоћ оружја, интрига и мењањем савезника освојили долину. Већ 100 година пре конквеста Астеци су владали огромним подручјем, трговина је била добро развијена, а чак су им и врло удаљена подручја плаћала данак.

### Конквест
Године 1519, се Ернан Кортес искрцао са само неколико стотина људи на источној обали и кренуо према Теночтитлану. Низ околности му је ишао на руку: поседовање ватреног оружја и ефект шока који су на индијанце имали јахачи (коњ је до тада био у тим крајевима непознат, па су коња и јахача сматрали једним бићем), подршка племена с којима су Астеци били у непријатељству или рату, али и оклевање њиховог владара Монтезума II да им пружи отпор.
Владар Астека је био мисаон, дубоко религиозан човек, који је у Кортесу видио белог, брадатог бога Кецалкоатла који се вратио да испуни једно старо пророчанство. Дана 8. новембра 1519. је пустио Шпанце у град; истина, са страхом, али уз величанствену добродошлицу. Кортес и његови пратиоци су били запањени погледом на главни град Астека. Град на језеру са 300.000 становника био је у сваком погледу сличан било ком европском великом граду тог времена.
Шпанци су заробили Монтезуму, опљачкали храмове и побили пуно свештеника. Ускоро је градом завладало незадовољство због пасивности њиховог владара и суровости његових гостију и побили су део Шпанаца заједно са својим владаром. Према извештајима Шпанаца, народ је каменовањем убио Монтезуму кад је покушао спречи побуну против незваних гостију. Шпанци су уз велике губитке истерани из града.
Кортес је с неколицином својих људи успео да побегне, и да се склони се код савезника у Тласкали гдје је саградио нове бродове, реорганизовао своје снаге и након 3 месеца опсаде уз помоћ савезничких Индијанаца сломио самоубилачки отпор Астека и освојио град 13. августа 1521.
До данас је сећање на тај пораз болно уписано у историјско сећање Мексиканаца. Кортеса ни мало не воле, али једнако тако ни Монтезуму ни Малинче, Кортесову преводитељку, као ни племена која су помогла Кортесу.
Како је морала бити огорчена борба за Теночтитлан види се по томе што од некад цватуће метрополе није остало готово ни трага. Један Кортесов пратилац је записао: „Све што сам тада видио је било згажено и уништено; није остао ни камен на камену“.

### Шпанско и постколонијално доба
Шпанци су победоносно уништавали сваки траг културе Астека и градњом цркви и палата на местима њихових храмова и зграда покушали да униште и сећање на њу. Утврдили су се, исушили највећи део језера Текскоко и одавде кренули у освајања далеко на север до подручја данашњег САД и на југ до Средње Америке.
Град Мексико је 1535. постао главни град поткраља Нове Шпаније, која је обухватала све шпанске провинције у Америци северно од Костарике, Карипска острва и Филипине. Шпанска колонијална власт трајала је пуних 300 година. Под крај 17. века, у граду је деловало 29 мушких и 22 женска самостана. Школа за Индијанце отворена је 1525, а универзитет је основан 1551. године. Град се одликовао најбогатијом библиотеком из колонијалног доба. Самостан босоногих кармелићанки у којему је живео и чувени романописац Матео Алеман, у 17. веку имао је око 12.000 наслова. Прву штампарију у Америци отворио је у граду Хуан Кромбергер, син севиљског монополисте Јакоба, заједно с Ломбарђанином Хуаном Паблосом (Ђиовани Паоло). Према попису становништва Нове Шпаније, који је по налогу поткраља спроведен 1794. године, у граду је живело 135 000 људи.
Године 1810, је под водством Мигела Идалгоа почео рат за независност, који је победоносно завршио уласком побуњеника под водством Агустина де Итурбиде у град 1821.
Током Америчко-мексичког рата Американци су 1847. освојили град и држали га пет месеци под окупацијом. Затим су градом од 1863. до 1867. владали цар Максимилијан и француска војска док их из града и целог Мексика није 1866. уз помоћ САД истерао Бенито Хуарез, који је још 1858. био изабран за председника Мексика.

### Ново време
Град се полако ширио изван подручја исушених језера (диктатор Порфирио Дијаз је исушио задње остатке језера Текскоко), али је положај у више погледа био неповољан за развој у модеран град. Недовољно исушене мочваре су биле идеалне за развој маларичних комараца, а из Европе су повремено стизале болести које су тешко погађале индијанско становништво. Велики број зграда је све више тонуо у мекану подлогу.
За време револуције је погинуло готово два милиона људи, а још пуно већи број их је остао без имања и крова над главом. Прилив становника у град је био врло велик. Хиљаде очајних људи је долазило у град који се индустријализирао у потрази за послом и бољим условима живота. У времену од 1920. до 1940. се број становника удвостручио и нарастао на 1,8 милиона, а социјални су се проблеми заоштравали.
Дана 2. новембра 1968. град је показао своју окрутну страну када су на готово 250.000 студената који су демонстрирали против лоших социјалних услова, бедног стања образовања и мањка демократије изашли тенкови и војска. Како је то било само 10 дана пре свечаног отварања мексичких Летних олимпијских игара, демонстрације су угушене бруталном силом. Према службеним подацима погинуло је 30, а према изјавама студената више од 500 људи.
Године 1968, је број становника прешао 6 милиона, а годишњи раст од 7% није било могуће следити ни градњом кућа, нити је већина придошлица могла то да приушти, нити је инфраструктура могла расти таквим темпом. Последица таквог вртоглавог раста је стварање сламова дивовских размера, с кућицама које људи сами некако склапају. Већина без воде и санитарија. Сваки покушај власти да ситуацију поправе ширењем инфраструктуре завршава тако, да иза слама, који се некако реши, одмах расте следећи.
Саобраћајни проблеми су били више него огромни, па је градњом и сталним ширењем мреже подземних жељезница ситуација донекле олакшана. Раст града, односно броја становника се не зауставља. Према проценама сваки дан у град стиже нових 1.000 људи. Као једно од најгушће насељених метрополитанско подручја на свету, град неизбежно муче многи социјални и структурни проблеми чије решење се у блиској будућности уопће не назире.

## Култура и знаменитости
Позоришна сцена је врло развијена и има просветитељску и друштвено-политичку улогу, презентовану широком лепезом савремених драматичара. Један од најпознатијих и најважнијих културних центара у срцу града је 1934. довршени  Palacioo de Bellas Artes  (палата лепих уметности). И национални фолклорни ансамбли са својим представама су значајни део културне сцене у граду. Овде се налази Позориште Фру Фру.
Поред позоришта, у граду постоји читав низ музеја од којих свакако треба споменути Национални музеј антропологије (шп. Museo Nacional de Antropologia) с најважнијом збирком претколумбијанског наслеђа Мексика и која се сматра једном од значајнијих збирки те врсте на свету.
Мексико је у свету познат по својој музичкој традицији. Сходно томе, и град је препун таквих догађања. Врло занимљива приредба се одвија на Плаза Гарибалди. Ту се сваки дан окупља стотине музичара који за опкладу свирају маријачи. Саставе у правилу чини група од четири виолине, 3 трубе које су у правилу мало по страни, 3-4 гитариста и једног певача.
Историјско језгро града је „Трг Устава" или „Зокало”. Налази се на месту где је некада била палата Астечког владара Моцтезума II (1465—1520). Окружен је објектима саграђеним између 1573. и 1792. Градско језгро је од 1987. на УНЕСКОвом списку објеката Светског културног наслеђа.

### Теотивакан 
Теотивакан су ископине остатака града са огромним пирамидама, око 40 km североисточно од града Мексика. То су остаци владајуће културе „Класичног" периода претходника Царства Астека у том подручју. Ту је живело око 300.000 људи чији се утицај простирао преко читаве земље и далеко на југ, све до подручја Маја на полуострву Јукатан, па чак до Гватемале.
На врхунцу снаге Теотивакан је са својих 75 храмова и 600 радионица био, вероватно, најмоћније људско село претколумбијанског периода. Око 200 година п. н. е. саграђена су најважнија обележја града, Сунчева пирамида, Месечева пирамида и Улица мртвих. Град обухвата 23 km² од чега само Церемонијални центар има 4 km². Пирамиде су тако дивовске, да су их пре ископавања сматрали брдима.
Моћна Сунчева пирамида је најзначајније знамење Теотихуацана. Што се античких грађевина Мексика тиче, њену висину од 70 м надмашује само Колула пирамида - а она је у рушевинама. За њену градњу било је употребљено 2,5 милиона тона и то без кола с точковима или теретних животиња, као и без коришћења металног алат а јер ни једно ни друго старе мексичке културе нису познавале. Површина Сунчеве пирамиде је велика готово као и површина Кеопсове пирамиде, но због терасасте грађе и мање стрмине није ни приближно тако висока.
На крају Улице мртвих саграђена је Месечева пирамида. Она је мања и саграђена је нешто касније али још у време периода Теотиквана I, и тиме једна од најстаријих у земљи. Како се налази на узвишењу, њен врх је готово на истој висини као и врх Сунчеве пирамиде. Начин градње је сличан: 4 коса спрата на које се долази огромном преградом. Рушевине Теотикванаца су од 1987. на листи Светског културног наслеђа.

## Становништво
Према процени из 2005. у граду је живело 8.463.906 становника.
| 1990.     | 1995.     | 2000.     | 2005.     |
| --------- | --------- | --------- | --------- |
| 8.092.449 | 8.288.988 | 8.391.517 | 8.463.906 |

## Партнерски градови
- Андора ла Веља
- Атина
- Арекипа
- Пекинг
- Бејрут
- Берлин
- Богота
- Буенос Ајрес
- Сан Хуан
- Каиро
- Каракас
- Чикаго
- Сијудад Хуарез
- Куско
- Доха
- Долорес Идалго
- Град Гватемала
- Истанбул
- Џакарта
- Калињинград
- Кијев
- Кувајт
- Ла Паз
- Лима
- Лисабон
- Лос Анђелес
- Мадрид
- Манила
- Монтевидео
- Нагоја
- Никозија
- Панама
- Ранчи
- Рио де Жанеиро
- Сантијаго де Чиле
- Сао Пауло
- Сан Салвадор
- Сеул
- Стокхолм
- Штутгарт
- Сиднеј
- Тел Авив
- Торонто
- Niardo
- Хјустон
- Токио
- Хавана
- Маракаибо
- Санто Доминго